# بيلي كيز
بيلي كيز (بالإنجليزية: Billy Keys)‏ مواليد 26 أكتوبر 1977 في شيكاغو، هو مدرب كرة سلة أمريكي ولاعب سابق. بدأ مسيرته الاحترافية في سنة 2000. يبلغ طوله 6 قدم 2 بوصة (1.9 م). لعب مع روزيتو شاركز في ليغا باسكيت الدرجة الأولى. اعتزل اللعب في 2014.

## روابط خارجية
- بيلي كيز على موقع الدوري الأوروبي لكرة السلة (الإنجليزية)
- بيلي كيز على موقع الدوري الإسباني لكرة السلة (الإسبانية)
- بيلي كيز على موقع كرة السلة الأوروبية.كوم (الإنجليزية)
- بيلي كيز على موقع DraftExpress.com (الإنجليزية)
- بيلي كيز على موقع كلية كرة السلة في سبورتس رفرنس.كوم (الإنجليزية)
- بيلي كيز على موقع ريلجم (الإنجليزية)
- بيلي كيز على موقع سبورتس رفرنس (الإنجليزية)